# Bordel

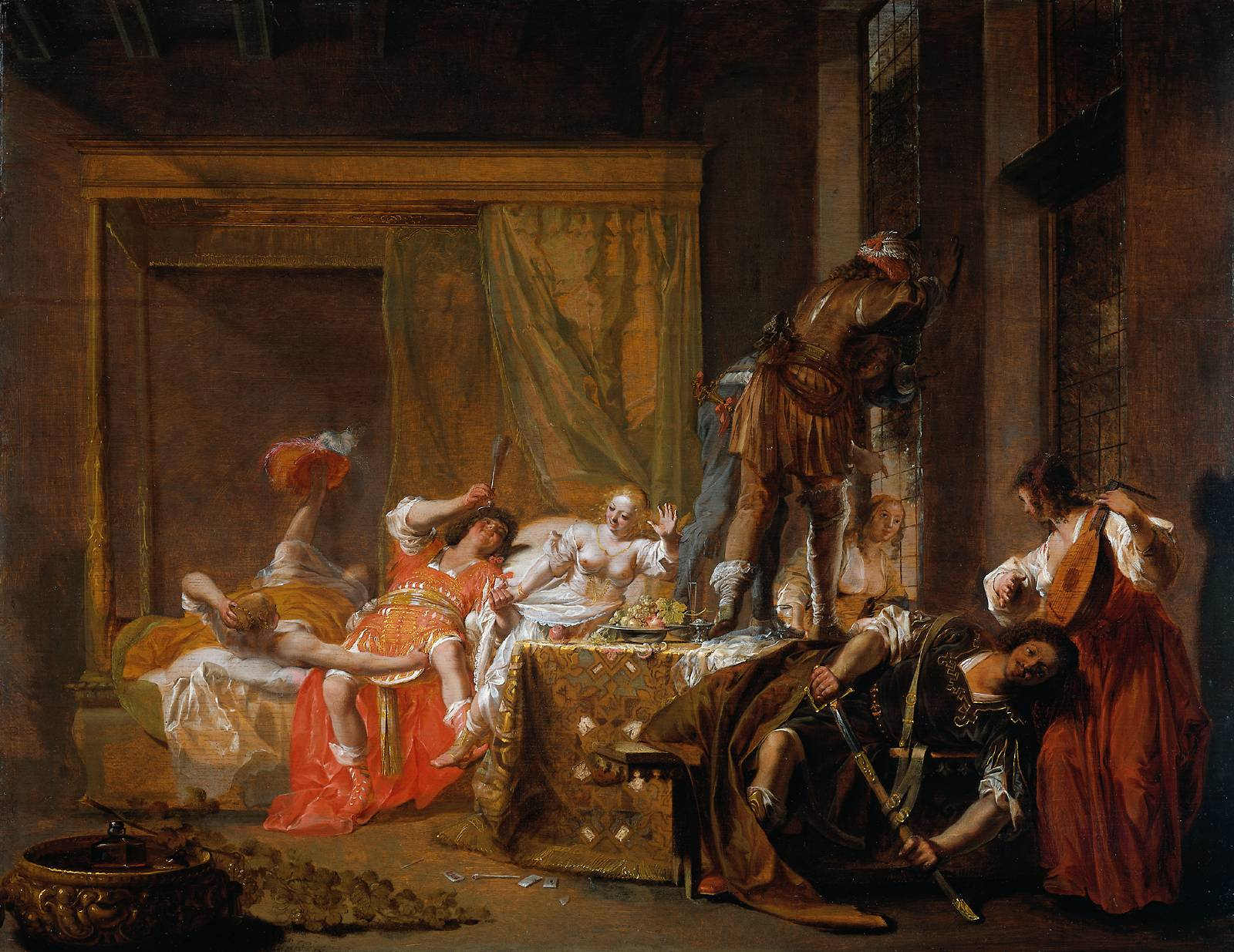
Scenǎ din Bordel (Nicolaus Knüpfer, 1650, Rijksmuseum, Amsterdam)

Bordelul (numit și casă de toleranță, casă de prostituție, casă de rendez-vous, casă de întâlniri, casă cu felinar (roșu), casă de perdiție, lupanar) este un local în care se practică prostituția. În țările unde aceasta este ilegală, este posibil să funcționeze bordeluri ilegale în spatele unor stabilimente cum ar fi saloanele de masaj (erotic), barurile sau cluburile de strip-tease.
Cel mai mare bordel din lume este „Pascha”, aflat în localitatea Köln (Germania). Acesta are 120 de camere, pentru 120 de fete.
În fiecare zi trec pragul bordelului peste 1.000 de persoane.
Astfel, fiecare prostituată are opt sau nouă partide de sex zilnic.

## România
În perioada interbelică, o adresă de referință în România, devenită legendară, era Crucea de piatră (Cartierul felinarelor roșii). Ea a servit ca sursă de inspirație pentru filmul omonim din 1994, regizat de Andrei Blaier. În zona respectivă existau circa 20-25 de bordeluri, precum Casa Nova și La Ionescu legionarul.
Băieții care se duceau pentru prima dată la Crucea de piatră (prospăturile) erau scutiți de plată. Curvele aveau dreptul să refuze clienții. Astfel, dacă era beat, nu era primit.
Existau și case mai mici, cu două-trei camere. Vara, fetele stăteau în grădină, îmbrăcate sumar, și le luau pălăria curioșilor care se aventurau să privească prin gard. Pentru a le-o restitui, aceștia trebuiau să treacă mai întâi prin camera lor.
Tarifele porneau de la 15 lei. Putea fi de un pol (20 de lei) la casele obișnuite sau de doi poli (40 de lei) la casele de lux, putând ajunge însă și la cinci poli (100 de lei). Existau chiar și abonamente pentru câte 10 vizite, precum și reduceri pentru mai multe interacțiuni. Pentru o întâlnire amoroasă cu mai multe contacte și dormit cu clientul, tariful putea ajunge la jumătate din salariul lunar al unui muncitor specializat (mecanic de locomotivă). Noaptea întreagă se socotea două numere. Pentru abonați, bordelurile aveau program special duminica și de sărbătorile legale.
Alte adrese erau Strada Regală (astăzi Strada Ion Câmpineanu), Strada Brezoianu.
Unele pensionare ale unor astfel de stabilimente, în special al celor de lux, au devenit adevărate celebrități, cum ar fi Mița Biciclista (sau Mița Cotroceanca, pe numele civil Maria Mihăescu), despre care se spune că ar fi avut o relație amoroasă chiar și cu Regele Ferdinand.
Se spune că până și Carol al II-lea ar fi făcut o pasiune pentru celebra Foamea Neagră. O altă aventură a fost cu frumoasa evreică, Elena Lupescu, curtezana roșcată, pentru care a și divorțat de principesa Elena.
În Brașov, cele mai cunoscute adrese de lux erau Pelican Bar (din Piața Sfatului), și Parisien Girl, din strada Nicolae Bălcescu de azi. Cei cu venituri modeste mergeau în Țigănie, pe strada Negoiu. Cele mai căutate erau „Clopotul de Aur”, de pe strada Castelului (lângă transformatorul electric), și două bordeluri cu numele „La Sebeni”, unul în apropierea străzii 13 Decembrie de azi, al doilea pe o străduță din spatele Hidromecanicii.
O altă adresă celebră era în Brăila, „La tanti Elvira”. De unde și versurile:
„La noi la Brăila
La tanti Elvira
Ușor se câștigă lira
Femeia iubește
Bărbatul plătește.”
Astfel de stabilimente aveau un felinar în față. Când era stins, însemna că fetele erau ocupate. Când felinarul era roșu, fata era liberă.
De regulă, în porturi există un număr semnificativ de bordeluri. În perioada interbelică, în Brăila existau peste 150 de bordeluri.
Strada Roșie a orașului și-a căpătat numele datorită numeroaselor felinare roșii. Strada Neagră a ajuns la acest nume deoarece, fetele fiind foarte solicitate, când felinarele bordelurilor se stingeau, era cuprinsă de beznă. În evidențele Chesturii, în 1939 existau 156 de bordeluri, inclusiv imobile în care se ofereau spre închiriere camere pentru prostituate, cu mențiuni de genul „casa de rendez-vous”, „închiriază la artiste de varieteu”, „închiriază la femeile de moravuri ușoare”. Există mențiuni despre casele Tita Poiană, Ștefana Petrescu, Maria Fructu, Sura Horn, Aneta Cohu, Maria Drăgoi. În 1942 mai erau 137 de bordeluri legale. Casa Hepites 20 și Cetății 15 erau adresele pentru gradele militare inferioare, iar ofițerilor le erau recomandate adresele de lux: hotelul Carpați și hotelul Regal. Unul dintre stabilimente se numea „La țucalul zburator” datorită modului în care era pedepsit mușteriul care încerca să plece fără să plătească.
Tariful pentru un raport sexual putea ajunge la 1/5 dintr-un salariu mediu lunar. 
În Cluj, în 1922 existau 200 de prostituate înregistrate și peste 80 de bordeluri, majoritatea în zona Turnului Pompierilor. Pe strada Cotită se găseau cele mai multe bordeluri cu prețuri populare, iar bordelurile de lux erau situate pe strada I. M. Klein.
În Făgăraș au existat câteva stabilimente pe strada Verde, actuala fundătură din fața fostei Băi Comunale.
În Timișoara a existat faimosul bordel Șari-Neni, din cartierul Elisabetin, care își trage numele de la proprietăreasa lui, Földessy Charlotta.
Bordelul era condus sau aparținea unei matroane, ori unui patron de bordel, care se ocupa de buna lui funcționare și de activitatea prostituatelor. De cele mai multe ori, matroana era o fostă prostituată.
Existau bordeluri de lux, unde găseai prospăturile, dar și case mai mici, cu fete de mâna a doua, pentru toate buzunarele.
Unele bordeluri aveau un salon de primire, în care fetele, îmbrăcate sumar, își așteptau clienții. Altele aveau poze ale fetelor pe care le găzduiau. Clientul putea astfel să aleagă fata care îi plăcea.
Marea problemă legată de activitatea bordelurilor era legată de bolile venerice. Deși curvele erau în evidența Chesturii și erau obligate să aibă condicuță de sănătate (carnet medical), în care erau înregistrate vizele medicale de control împotriva bolilor cu transmitere sexuală, clienții lor nu erau supuși unui astfel de control. În aceste condiții, fata era obligată să controleze dacă clientul prezenta semnele vreunei boli, inclusiv herpes genital. În lipsa unor tratamente adecvate, blenoragia era tratată cu praf de cantaridă, operațiunea fiind foarte dureroasă și periculoasă. Condicuța trebuia vizată lunar, clientul având dreptul de a verifica existența vizei lunare. În camerele bordelului, pe perete, lângă lavabou era aplicat pe perete un imprimat al Ministerului Sănătății cu instrucțiunile referitoare la măsurile de prevenire a contractării de boli venerice.
În 1930 bordelurile și alte așezăminte asemănătoare au fost desființate prin legea sanitară. Prostituția a fost scoasă în afara legii, la presiunea celorlalte state europene, continuând însă să funcționeze cu acceptul tacit al autorităților.
În anul 1943 a fost introdusă o reglementare care prevedea și un „Livret de economii”, cu obligația patronului de a depune la Casa de economii 10% din încasările zilnice ale prostituatei pe toată durata activității în bordel.
După 1945, regimul comunist, instaurat în urma ocupației sovietice, a decis în 21 decembrie 1949, de ziua lui Stalin, închiderea bordelurilor și scoaterea prostituției în afara legii. (Din punct de vedere juridic însă, prostituția a devenit ilegală abia în 1957, fapta fiind prevăzută de articolul 433 al noului Cod Penal). Prostituatele au fost urcate în camioane și duse în tabere de muncă la reeducare, apoi angajate în fabricile de textile. Astfel a fost dezvoltată industria textilă, în orașe precum Cisnădie și Buhuși, unde populația de sex feminin a înregistrat un salt semnificativ. S-a ajuns astfel chiar la un fel de turism sexual, similar cu cel din anii de după 1990, din Făgăraș. Altele au ajuns tractoriste sau muncitoare în uzine, cum s-a întâmplat la Brașov, după etapa de reeducare din conacul medieval de la Budila. Acțiunea, deși desfășurată sub controlul Partidului Comunist, nu a avut un succes imediat. Sursele vremii arată că, în București, nu ar fi fost închise decât 13 bordeluri. În aceste condiții, o vreme activitatea de prostituție a continuat, sub stricta supraveghere a poliției, care colaborau cu proxeneții (peștii) și madamele. În perioada respectivă, au fost „importate” și practicante ale celei mai vechi meserii din lume din URSS, majoritatea fiind agente NKVD și având însărcinări „speciale”. În urma desființării bordelurilor, Partidul Comunist Român s-a „îmbogățit” cu noi tovarășe, unele curve devenind membre de partid.
După 1990, deși legalizarea prostituției a eșuat la fiecare tentativă, bordelurile au funcționat în afara legii, de regulă sub masca unor obiecte de activitate legale, cum ar fi saloanele de masaj, barurile, casele de escortă. Principalele adrese din București sunt pe str. Ștefan Furtună, str. Mătăsari, Calea Moșilor, str. Mircea Vulcănescu, Calea Griviței, Calea Plevnei, Zona IDM, Calea Călărașilor, Calea Dorobanți, str. Grigore Cobălcescu, Bulevardul Decebal, Bd. Magheru, Bd. Mărășești, Bd. Mircea Vodă, Piața Muncii, Piața Alba Iulia, Piața Romană, str. Popa Tatu, Bd. Regina Elisabeta, Bd. Regina Maria, Calea Văcărești, Zona Tineretului.